# Червоний Череп
Червоний Череп (англ. Red Skull) — ім'я кількох персонажів із коміксів, що видаються компанією Marvel Comics. Усі персонажі є ворогами Капітана Америки, інших супергероїв та Сполучених Штатів загалом.
У коміксах у Червоного Черепа було 3 різновидності: перші двоє були агентами Німецької імперії, а третій був комуністом.